# SuriPop XX
SuriPop XX, jubileumnaam SuriPop Golden Edition, was een muziekfestival in Suriname in 2018.
In de voorselectie koos de jury twaalf liederen. De finale werd op 4 augustus 2018 gehouden in de Anthony Nesty Sporthal (NIS) in Paramaribo. Byciel Watsaam won dit jaar de Jules Chin A Foeng-trofee met zijn lied Taa fa. Het werd gezongen door Eugene Main en Lycintha Watsaam en gearrangeerd door Ivan Ritfeld. Het programma werd gepresenteerd door Henk van Vliet en Odette Miranda.

## Finale

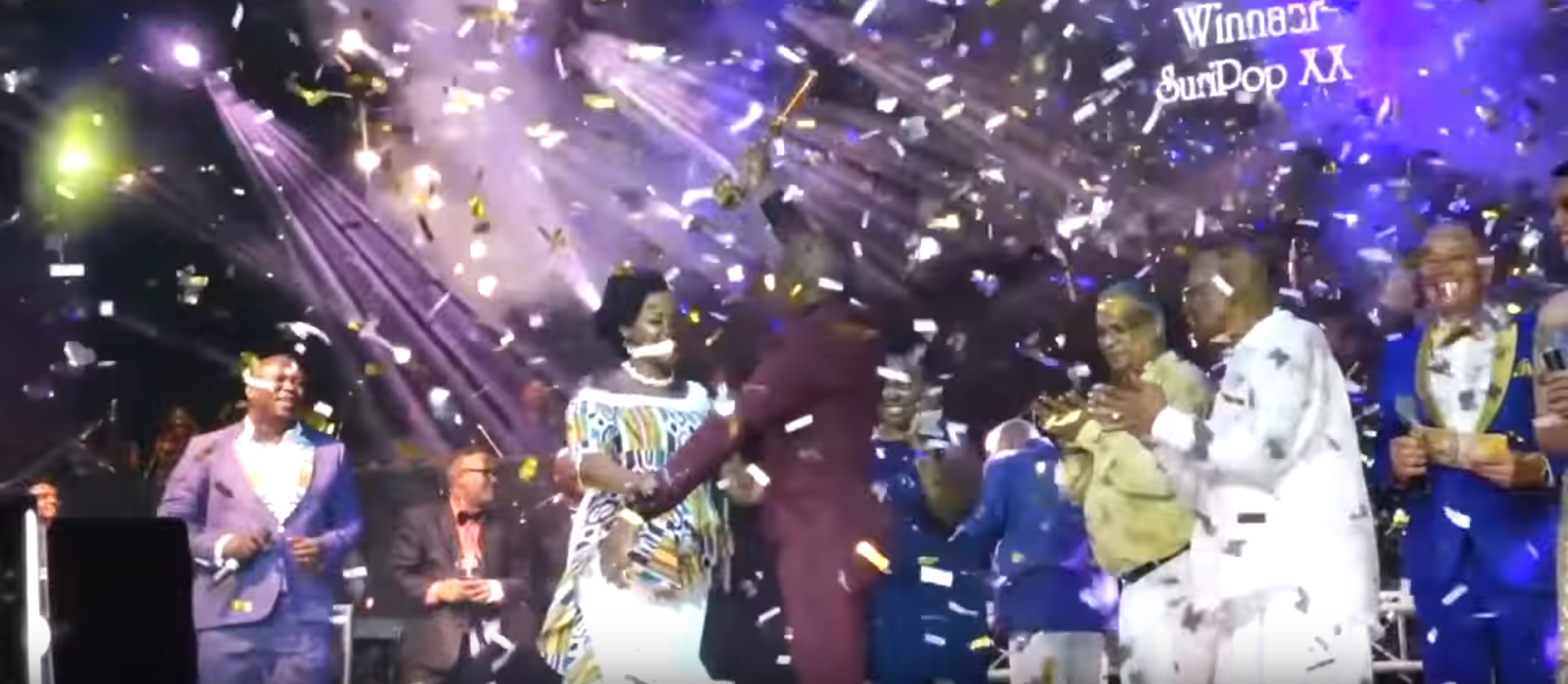
Bekendmaking Taa fa als winnende lied, met v.l.n.r. Eugene Main, Lycintha en Byciel Watsaam

De volgende inzendingen bereikten de finale:
| Nr. | Lied                        | Componisten           |
| --- | --------------------------- | --------------------- |
| 1   | Highway of love             | Rudi Fernand          |
| 2   | Enough                      | Samantha Pater        |
| 3   | Wan swit firi               | Steven Silent         |
| 4   | Fa koto nanga yatjie du kon | Ferdinand Schet       |
| 5   | Na okasi                    | Rachel van Dillenburg |
| 6   | Taa fa                      | Byciel Watsaam        |
| 7   | Atibron                     | Sergio Emanuelson     |
| 8   | Mi gowtu                    | Harold Gessel         |
| 9   | Climax                      | Ryan Rozenblad        |
| 10  | So kele kele                | Eros Banket           |
| 11  | Lobi fu tego                | Jonovan Hatimi        |
| 12  | Pasensi                     | Ornyl Malone          |

## Uitslag
Het festival kende de volgende uitslag:
1. Taa fa van Byciel Watsaam
2. Pasensi van Ornyl Malone
3. Mi gowtu van Harold Gessel

De winnende videoclip van So kele kele werd gemaakt door Tony Choy.
I (1982) · II (1983) · III (1984) · IV (1986) · V (1988) · VI (1990) · VII (1992) · VIII (1994) · IX (1996) · X (1998) · XI (2000) · XII (2002) · XIII (2004) · XIV (2006) · XV (2008) · XVI (2010) · XVII (2012) · XVIII (2014) · XIX (2016) · XX (2018) · XXI (2022) · Kerstsongeditie (2023) · XXII (2024)